# امی فیرن
امی فیرن (انگلیسی: Amy Fearn؛ زادهٔ ۲۰ نوامبر ۱۹۷۷) بازیکن فوتبال اهل بریتانیا است.